# Löhammarsjön
Löhammarsjön är en sjö i Östhammars kommun i Uppland och ingår i Olandsån-Skeboåns kustområde. Sjön är 1,6 meter djup, har en yta på 0,417 kvadratkilometer och befinner sig 8,2 meter över havet. Sjön avvattnas av vattendraget Gullströmsån. Vid provfiske har bland annat abborre, braxen, gers och gädda fångats i sjön.

## Delavrinningsområde
Löhammarsjön ingår i det delavrinningsområde (667604-164019) som SMHI kallar för Ovan Gullströmsån. Medelhöjden är 18 meter över havet och ytan är 37,47 kvadratkilometer. Det finns inga avrinningsområden uppströms utan avrinningsområdet är högsta punkten. Avrinningsområdets utflöde Gullströmsån mynnar i havet. Avrinningsområdet består mestadels av skog (77 procent). Avrinningsområdet har 0,42 kvadratkilometer vattenytor vilket ger det en sjöprocent på 1,1 procent.

## Fisk
Vid provfiske har följande fisk fångats i sjön:
- Abborre
- Braxen
- Gärs
- Gädda
- Mört
- Ruda
- Sarv